# Іллічівка (Чорноморськ)
Іллічівка (Старе Бугове; Бугово) — колишній населений пункт Одеської області.

## Стислі відомості
Засноване у 18 столітті. У 1896 році на хуторі Бугово було 10 дворів, працювали кілька рибних заводів. Згодом це стало основою для створення першої місцевої сільгоспартілі. Пізніше у цих місцях був створений рибальський колгосп «Червона стрілка».
В лютому 1920 року на хуторах створюється ревком, трохи пізніше — Буговська рада робочих, селянських і червоноармійських депутатів. У 1927 році хутір був перейменований у Іллічівський. Через рік місцеві селяни організували кілька товариств із спільної обробки землі.
В часі Голодомору 1932—1933 років нелюдською смертю померло не менше 8 людей..
В сучасності — вулиця Старе Бугове Набережне.